# José Antonio González Cobacho
José Antonio González Cobacho (Igualada, Anoia, 15 de juny de 1979) és un atleta i marxador català.
Es va donar a conèixer per primera vegada en l'atletisme a nivell internacional la temporada 2002, quan es va incorporar a la selecció espanyola i va competir a la Copa del Món de Marches a Torí, Itàlia, on va quedar 44è en la disciplina de 20 quilòmetres marxa, marcant un temps de 1h30:31.
El febrer de 2004 es proclamà campió d'Espanya de marxa atlètica en la prova dels 50 quilòmetres en ruta, a Saragossa, amb un temps de 3:49:01. També va participar en la prova de 50 quilòmetres marxa als Jocs Olímpics d'Estiu de 2004 que van tenir lloc a Atenes, aconseguint un temps de 4:11:51, i situant-se en el lloc 33é.
Després dels Jocs Olímpics d'Atenes, González va romandre durant un temps membre de la selecció espanyola d'atletisme i va continuar participant en grans sortides internacionals. Així, l'any 2005, va destacar per la seva actuació a la Copa del Món de Miskolc, on, tanmateix, no va poder acabar en la cursa de 50 quilòmetres marxa.